# 싸워야 하는, 지켜야 하는
《싸워야 하는, 지켜야 하는》(프랑스어: Une zone à défendre)은 2023년 디즈니+에서 공개한 프랑스의 로맨스 스릴러 드라마 영화이다.

## 출연

### 주연
- 프랑수와 시빌 : 그레그 역
- 리나 쿠드리 : 미리암 역

### 조연
- 나탈리 리샤르 : 세브린 역
- 벨라민 압델말레크 : 나엘 역
- 안느 알바로 : 샹탈 역
- 챈탈 트리첼 : 수잔 역
- 마농 브레슈 : 프레드 역
- 모나 왈라방스 : 루시아 역